# 李仁貴
李仁貴（1901年—1947年），台灣台北蘆洲（今新北市蘆洲區）人，企業家，台北市議會參議員，於二二八事件遇害。

## 簡介
李仁貴臺北州新莊郡鷺洲庄蘆洲人，公學校畢業即投入企業。後在台北市經營電器商店。曾任南邦電氣工業株式會社社長、台北電氣廣福產業股份有限公司董事長。
二次大戰結束後，當選台北市議會參議員。
1947年二二八事件時加入「二二八事件處理委員會」，擔任調查組長。同年3月11日，遭便衣憲兵埋伏捉走，因而遇害。